# Pépin (Herbertien)
Pour les articles homonymes, voir Pépin.
Pépin, né vers 815, mort après 850, était fils de Bernard d'Italie, roi d'Italie et d'une Cunégonde, qui pourrait être Wilhelmides.

## Biographie
Il est cité comme comte de Vermandois au nord de la Seine à partir de 834 et jusqu'en 840. Il soutint Lothaire Ier dans sa révolte contre son père Louis le Pieux, en 840.
Son épouse est inconnue, mais l'historien Karl Ferdinand Werner, constatant que son fils Herbert Ier a succédé à plusieurs Nibelungides, a émis l'hypothèse que l'épouse de Pépin soit membre de cette famille, et plus particulièrement fille de Théodoric Nibelung, qui est cité comme comte de Vermandois en 876.
En tout cas, Pépin a eu pour enfants :
- Bernard, comte dans le Laonnois vers 877 ;
- Pépin Ier, comte de Senlis et de Valois, (né vers 845 - décédé après 893) ;
- Herbert Ier (né vers 850, mort entre 900 et 907), comte de Vermandois ;
- Cunégonde, qu'il faut peut-être identifier avec l'épouse du comte Gui de Senlis, père de Bernard de Senlis[3].

## Source
- Christian Settipani, La Préhistoire des Capétiens (Nouvelle Histoire généalogique de l'auguste maison de France, vol. 1), Villeneuve-d'Ascq, éd. Patrick van Kerrebrouck, 1993, 545 p. (ISBN 978-2-95015-093-6).